# Camponotus bryani
Camponotus bryani är en myrart som beskrevs av Santschi 1928. Camponotus bryani ingår i släktet hästmyror, och familjen myror. Inga underarter finns listade.